# آیا طنز به موسیقی تعلق دارد؟
«آیا طنز به موسیقی تعلق دارد؟» (به انگلیسی: Does Humor Belong in Music?) آلبومی از هنرمند اهل ایالات متحده آمریکا فرانک زاپا است که در سال ۱۹۸۶ میلادی منتشر شد.